# Arquidiócesis de Louisville
La arquidiócesis de Louisville (en latín: Archidioecesis Ludovicopolitana y en inglés: Roman Catholic Archdiocese of Louisville) es una circunscripción eclesiástica de la Iglesia católica en Estados Unidos. Se trata de una arquidiócesis latina, sede metropolitana de la provincia eclesiástica de Louisville. Desde el 8 de febrero de 2022 su arzobispo es Shelton Joseph Fabre.

## Territorio y organización

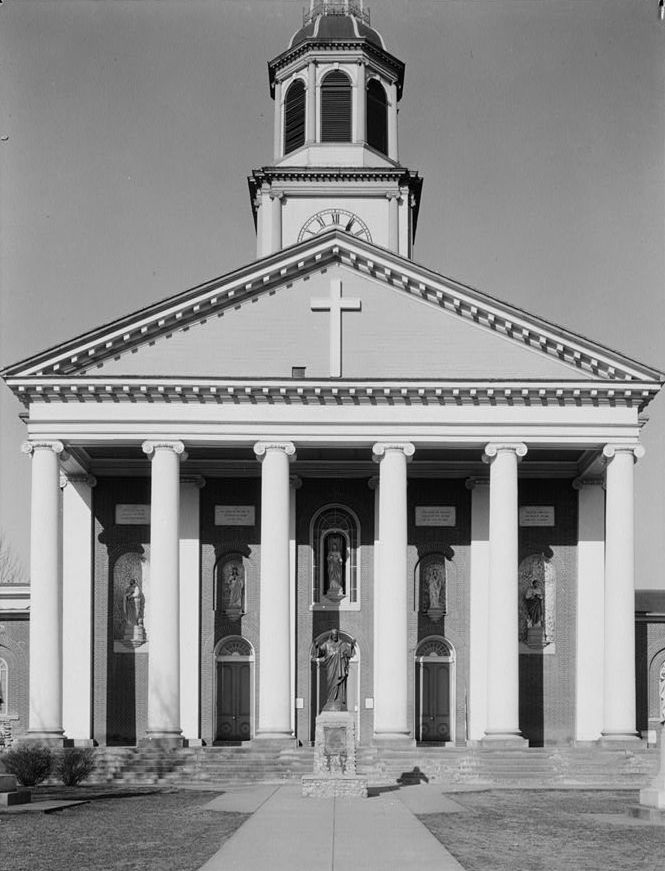
Basílica de San José, en Bardstown

La arquidiócesis tiene 21 041 km² y extiende su jurisdicción sobre los fieles católicos de rito latino residentes en 24 condados del estado de Kentucky: Adair, Barren, Bullitt, Casey, Clinton, Cumberland, Green, Hardin, Hart, Henry, Jefferson, LaRue, Marion, Meade, Metcalfe, Monroe, Nelson, Oldham, Russell, Shelby, Spencer, Taylor, Trimble y Washington.
La sede de la arquidiócesis se encuentra en la ciudad de Louisville, en donde se halla la Catedral de la Asunción. En Bardstown se encuentra basílica de San José, excatedral de la diócesis de Bardstown. En el territorio de la arquidiócesis está situada también la abadía de Nuestra Señora de Getsemaní, cuya iglesia tiene el título de basílica menor.
En 2023 en la arquidiócesis existían 110 parroquias agrupadas en 3 decanatos: Elizabethtown, Lebanon y Bardstown.
La arquidiócesis tiene como sufragáneas a las diócesis de: Covington, Knoxville, Lexington, Memphis, Nashville y Owensboro.

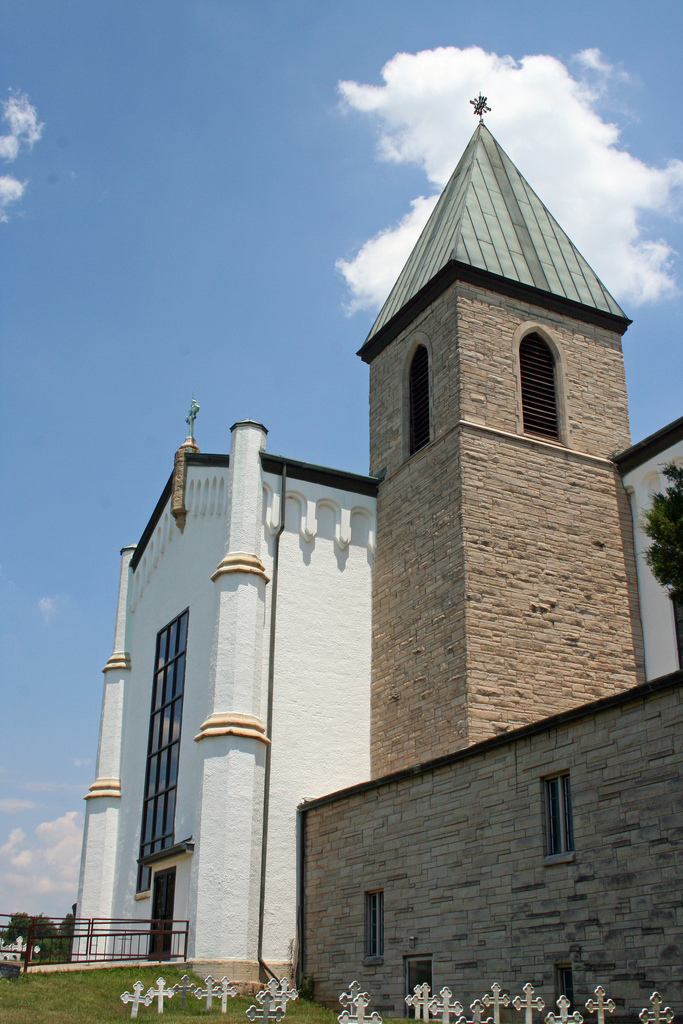
Abadía de Nuestra Señora de Getsemaní

## Historia

### Antecedentes
La diócesis de Bardstown fue erigida el 8 de abril de 1808 por el papa Pío VII con el territorio el territorio de la diócesis de Baltimore al oeste de los Apalaches, por lo que abarcaba la mayor parte de los actuales estados de: Kentucky, Tennessee, Misuri, Illinois, Indiana, Ohio y Míchigan. En 1837 su territorio quedó reducido al estado de Kentucky.

### Sede en Louisville
Reconociendo el aumento de población e importancia de Louisville, el papa Gregorio XVI el 13 de febrero de 1841 trasladó la sede episcopal de Bardstown a Louisville y la diócesis tomó el nombre de diócesis de Louisville.
En 1848 40 monjes trapenses adquirieron 657 hectáreas en el condado de Nelson a las Hermanas de Loreto. En 1850, se convirtió en la abadía de Getsemaní, el primer monasterio trapense de Estados Unidos.
Inicialmente sufragánea de la arquidiócesis de Baltimore, el 19 de julio de 1850 pasó a formar parte de la provincia eclesiástica de la arquidiócesis de Cincinnati.
El 29 de julio de 1853 cedió una porción de su territorio para la erección de la diócesis de Covington mediante el breve Apostolici ministerii del papa Pío IX.
En 1855 estalló en Louisville un motín anticatólico, posteriormente conocido como Bloody Monday. Con la proximidad de las elecciones de agosto de 1885 la tensión en la ciudad aumentaba. Opositores del Partido Demócrata y partidarios del movimiento anticatólico Know Nothing difundían rumores. Afirmaban que inmigrantes católicos planeaban derrocar al gobierno estadounidense y que el obispo Spalding ocultaba armas para esta insurrección en sus iglesias. El día de las elecciones, los alborotadores atacaron a católicos alemanes a su llegada a los colegios electorales. Las turbas comenzaron a quemar casas en un barrio irlandés. El alcalde de Louisville, John Barbee, miembro del Partido Know Nothing, salvó la Catedral de la Asunción de la destrucción durante el motín.
El 9 de diciembre de 1937 cedió otra porción de su territorio para la erección de la diócesis de Owensboro mediante la bula Universi catholici del papa Pío XI.
El 10 de diciembre de 1937 fue elevada al rango de arquidiócesis metropolitana mediante la bula Quo christifidelium del papa Pío XI.
El 14 de enero de 1988 cedió otra porción de su territorio para la erección de la diócesis de Lexington mediante la bula Kentukianae ecclesiae del papa Juan Pablo II.
La arquidiócesis estuvo involucrada en el escándalo de abuso sexual de 243 víctimas por parte de 35 sacerdotes y otros seis empleados diocesanos. En 2003 la arquidiócesis rindió cuentas a las víctimas y fue condenada a pagar 25.7 millones de dólares.

## Estadísticas
Según el Anuario Pontificio 2024 la arquidiócesis tenía a fines de 2023 un total de 164 784 fieles bautizados.
| Año                                                                             | Población            | Población | Población      | Sacerdotes | Sacerdotes    | Sacerdotes    | Bautizados por sacerdote | Diáconos permanentes | Religiosos | Religiosos | Parroquias |
| Año                                                                             | Bautizados católicos | Total     | % de católicos | Total      | Clero secular | Clero regular | Bautizados por sacerdote | Diáconos permanentes | Varones    | Mujeres    | Parroquias |
| ------------------------------------------------------------------------------- | -------------------- | --------- | -------------- | ---------- | ------------- | ------------- | ------------------------ | -------------------- | ---------- | ---------- | ---------- |
| 1950                                                                            | 132 050              | 905 078   | 14.6           | 301        | 168           | 133           | 438                      |                      | 246        | 420        | 110        |
| 1965                                                                            | 196 271              | 1 097 104 | 17.9           | 466        | 280           | 186           | 421                      |                      | 377        | 1526       | 137        |
| 1970                                                                            | 196 537              | 1 097 104 | 17.9           | 418        | 259           | 159           | 470                      |                      | 303        | 1482       | 123        |
| 1976                                                                            | 196 505              | 1 223 700 | 16.1           | 368        | 255           | 113           | 533                      |                      | 261        | 1542       | 124        |
| 1980                                                                            | 210 154              | 1 320 000 | 15.9           | 358        | 248           | 110           | 587                      | 44                   | 232        | 1462       | 126        |
| 1990                                                                            | 196 734              | 1 156 000 | 17.0           | 279        | 206           | 73            | 705                      | 82                   | 167        | 1281       | 126        |
| 1999                                                                            | 178 420              | 1 139 022 | 15.7           | 244        | 185           | 59            | 731                      | 96                   | 83         | 1026       | 113        |
| 2000                                                                            | 196 929              | 1 206 280 | 16.3           | 240        | 176           | 64            | 820                      | 107                  | 152        | 953        | 112        |
| 2001                                                                            | 196 910              | 1 215 069 | 16.2           | 238        | 172           | 66            | 827                      | 108                  | 150        | 987        | 112        |
| 2002                                                                            | 197 283              | 1 220 070 | 16.2           | 235        | 170           | 65            | 839                      | 106                  | 146        | 941        | 111        |
| 2003                                                                            | 197 285              | 1 220 070 | 16.2           | 230        | 171           | 59            | 857                      | 111                  | 138        | 944        | 111        |
| 2004                                                                            | 196 888              | 1 119 465 | 17.6           | 217        | 159           | 58            | 907                      | 110                  | 137        | 870        | 111        |
| 2006                                                                            | 210 000              | 1 190 000 | 17.6           | 205        | 144           | 61            | 1024                     | 104                  | 133        | 796        | 112        |
| 2010                                                                            | 218 000              | 1 234 000 | 17.7           | 192        | 136           | 56            | 1135                     | 119                  | 117        | 697        | 102        |
| 2013                                                                            | 224 600              | 1 368 911 | 16.4           | 183        | 133           | 50            | 1227                     | 140                  | 106        | 580        | 102        |
| 2016                                                                            | 280 000              | 1 389 465 | 20.2           | 180        | 139           | 41            | 1555                     | 130                  | 87         | 494        | 111        |
| 2019                                                                            | 183 831              | 1 413 500 | 13.0           | 189        | 140           | 49            | 972                      | 142                  | 93         | 501        | 101        |
| 2021                                                                            | 174 330              | 1 396 298 | 12.5           | 190        | 140           | 50            | 917                      | 141                  | 85         | 744        | 101        |
| 2023                                                                            | 164 784              | 1 319 621 | 12.5           | 166        | 127           | 39            | 992                      | 131                  | 61         | 363        | 110        |
| Fuente: Catholic-Hierarchy, que a su vez toma los datos del Anuario Pontificio. |                      |           |                |            |               |               |                          |                      |            |            |            |

## Episcopologio

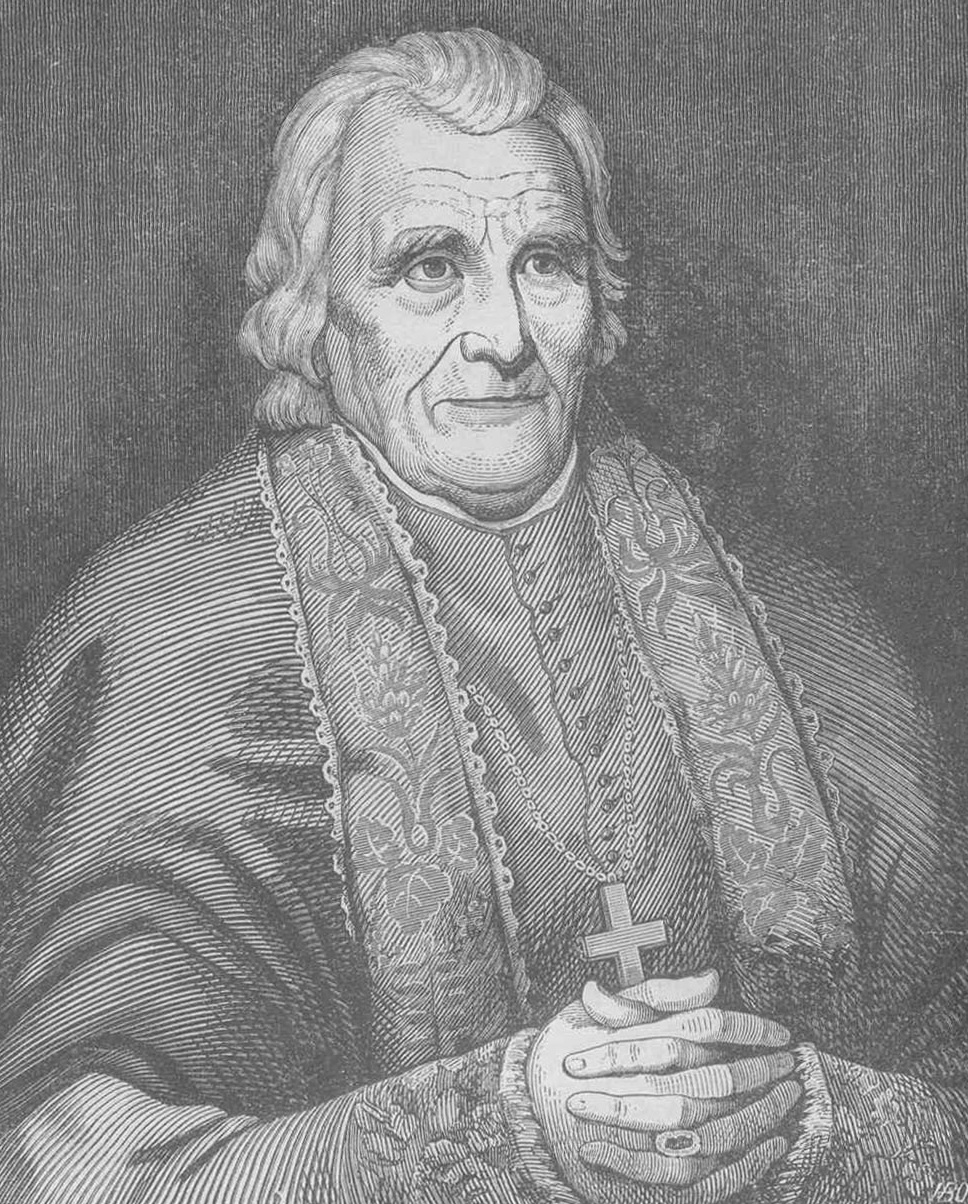
Benoît-Joseph Flaget, primer obispo de Louisville

- Benoît-Joseph Flaget, P.S.S. † (13 de febrero de 1841-12 de febrero de 1850 falleció)
- Martin John Spalding † (11 de febrero de 1850 por sucesión-6 de mayo de 1864 nombrado arzobispo de Baltimore)
- Peter Joseph Lavialle † (7 de julio de 1865-11 de mayo de 1867 falleció)
- William George McCloskey † (3 de marzo de 1868-17 de septiembre de 1909 falleció)
- Denis O'Donaghue † (7 de febrero de 1910-26 de julio de 1924 renunció[nota 1])
- John Alexander Floersh † (26 de julio de 1924 por sucesión-1 de marzo de 1967 renunció[nota 2])
- Thomas Joseph McDonough † (1 de marzo de 1967-29 de septiembre de 1981 renunció)
- Thomas Cajetan Kelly, O.P. † (28 de diciembre de 1981-12 de junio de 2007 retirado)
- Joseph Edward Kurtz (12 de junio de 2007-8 de febrero de 2022 retirado)
- Shelton Joseph Fabre, desde el 8 de febrero de 2022